# Jack Mackenroth
Jack Mackenroth (29 de abril de 1969) es un diseñador de modas, modelo, actor pornográfico, presentador, activista y nadador estadounidense. Participó en la cuarta temporada del reality show Project Runway.

## Biografía
Jack Mackenroth nació el 29 de abril de 1969 en Seattle, Washington; tiene una hermana llamada Sarah Kietzer. Estudió un curso pre-médico en la Universidad de California en Berkeley pero dos años más tarde se dio cuenta de que no quería tomar ese rumbo en su vida, ya que el sentía que era un artista. En 1991 se graduó en B.A. Fine Arts y B.A. Sociology en la Universidad de California en Berkeley. En 1994 se graduó en Parsons The New School for Design en B.A. Fashion Design con altos honores.

## Carrera

### Project Runway
En noviembre de 2007, Mackenroth participó en la temporada número 4 del reality show estadounidense Project Runway.
Con un comienzo prometedor, Mackenroth se mostró como un competidor fuerte, sin aparecer nunca en el bottom 3; el tercer desafió le permitió demostrar su talento en el diseño de ropa para caballeros, el desafío fue el crear tres atuendos para caballeros para el juez invitado Tiki Barber, Mackenroth ganó el desafío y sus diseños fueron usados por Barber durante su presentación en el programa The Today Show.
Después de solo cuatro desafíos, en el episodio 5 tomó la decisión de abandonar el concurso luego de contraer una grave infección por SARM; luego de considerar las opciones y el posible riesgo de contagiar a los demás competidores y miembros del personal, decidió que lo mejor para todos sería el salir del concurso. Admitió que fue una decisión difícil:

«Estuve llorando cerca de 4 horas mientras lo discutía con Tim Gunn y la producción...»
Jack Mackenroth

Después de dejar el show, pasó 5 días hospitalizado administrándole antibióticos mientras se recobraba de la infección.
Para mantener el nivel de competencia en el reality, fue remplazado por último diseñador eliminado, Chris March. Mientras se platicaba con Mackenroth acerca de su regreso para la quinta temporada, el decidió enfocarse en su carrera en lugar de participar por segunda vez en el concurso televisivo.

### Diseño de modas
En 1991 se mudó a Nueva York para estudiar diseño de modas en Parsons The New School for Design. Una vez concluidos sus estudios, abrió una tienda de ropa masculina llamada Jack en Bleecker Street en la ciudad de Nueva York.

### Modelaje
Desde su participación en Project Runway, ha aparecido en las portadas de las revistas POZ, HIVplus, HX, Instinct, Lavender, Gloss, Pulp, Metro Weekly, reFRESH, David magazines, Paper, DNR, Men's Fitness, Genre, Blue, entre otras publicaciones.
Ha realizado sesiones fotográficas con renombrados fotógrafos como Frank Louis, Rick Day, Bruno Rand, Tommy Synnamon y Richard Gerst.

### Actuación
Ha participado en las películas Violet Tendencies (2010), realizando un papel pequeño; así como en la película Sex and the City (2008) donde hizo un cameo.
En televisión tuvo una participación en la serie Law & Order: SVU, interpretando al personaje Jeremy Hanes en el capítulo Closet (2008); en la serie In Bed with Butch apareció como el mismo en el capítulo The 2nd Annual Mr. Gay Philadelphia Contest (2008), así como también en el telefilme New Now Next Awards (2008).

### Presentador
Ha sido presentador en el programa PopLab: Fashion Week transmitido por Logo; y en The Closet Collection de Style Network. También ha cubierto varios eventos de alfombra roja y de moda, entrevistando a incontables iconos de la moda, estilistas y celebridades.

### Activismo sobre el VIH
Mackenroth es VIH positivo y siempre ha sido muy abierto al respecto; desde que fue diagnosticado el 18 de agosto de 1990, ha tratado de combatir el estigma del VIH, viviendo con honestidad y siendo un modelo a seguir a través de sus logros profesionales y deportivos.

«Me siento orgulloso por el hecho de ser muy abierto al tener VIH y ser ejemplo de que una persona puede tener VIH y llevar una vida exitosa...» 
 «Cada vez que alguna persona con VIH es abierta sobre su condición, ayuda a los demás que viven con este padecimiento... soy un testimonio 
 viviente de lo que se puede lograr dejando atrás la vergüenza y siendo tu propio defensor»
Jack Mackenroth

#### Living Positive by Design
En 2008, Mackenroth se asoció con Merck & Co., Inc. para lanzar una campaña educativa sobre el VIH/Sida llamada Living Positive By Design; lo que se buscaba con la campaña era eliminar el estigma asociado con la enfermedad y resaltar la importancia de que aquellos que la padezcan, lleven una vida positiva mientras se tratan su padecimiento correctamente.
Las presentaciones de la campaña se llevaron a cabo en Miami/Fort Lauderdale, Florida en la United States Conference on AIDS, en Atlanta, Georgia y Nueva York dentro del evento para recaudar fondos Gay Men's Health Crisis en 2008. Para el lanzamiento del evento, Mackenroth diseño una bufanda simbólica para animar a aquellas personas con VIH a que vivan positivamente.

### Natación
Mackenroth fue un buen nadador mientras era estudiante de preparatoria y continuo haciéndolo en el nivel de Natación Máster. Tiene tres títulos All-American e impuso un nuevo récord en los 4x50 metros estilo braza con relevo en el verano del 2006; ese mismo año quedó en 12° lugar en los 50 metros estilo braza en el Masters World Championships en Stanford, California. Participó también en los World Outgames de 2009 celebrados en Copenhague, Dinmarca.

#### Gay Games
Compitió en los Gay Games por primera vez en 1990, cuando se celebraba la tercera edición de dichos juegos en Vancouver, ganando la medalla de bronce en los 50 metros estilo braza. Desde entonces ha ganado al menos una medalla de oro en cada una de las competiciones internacionales en la que ha participado.

## Vida privada
Jack Mackenroth es abiertamente bisexual; poco después de participar en Project Runway estuvo saliendo con Dale Levitski, quién participara en el reality Top Chef.

### Apariencia
Tiene tatuajes multicolores en forma de estrella en sus codos, un diseño celta verde en su espalda, así como tatuajes en sus antebrazos, un tatuaje de un pequeño lagarto en el tobillo izquierdo y una corona entre sus omóplatos.

## Premios y nominaciones
| GLAAD Media Awards |                      |           |
| Año                | Categoría            | Resultado |
| 2010               | Best LGBT commercial | Nominado  |